# SS City of Chester
Pour les articles homonymes, voir City of Chester.
Le City of Chester est un navire à vapeur côtier mis en service en 1875, propriété de l'Oregon Railroad and Navigation Company et affrété par la Pacific Coast Steamship Company. Le 22 août 1888, alors qu'il se dirige vers Eureka, il est attiré dans la trajectoire du paquebot Oceanic, qui le coupe en deux. Le City of Chester sombre en à peine six minutes. Sur les 90 personnes à bord, 16 périssent.
L'épave du City of Chester est finalement retrouvée dans la baie de San Francisco en 2013.